# 小行星3776
小行星3776（3776 Vartiovuori）是一颗围绕太阳公转的小行星。1938年4月5日，海基·阿利科斯基在图尔库发现了此天体。
这颗小行星的绝对星等为162.3094767316971等。